# 小行星5160
小行星5160（5160 Camoes）是一颗绕太阳运转的小行星，为主小行星带小行星。该小行星于1979年12月23日发现。

## 轨道参数
小行星5160的轨道半长轴为2.4017669 UA，离心率为0.071。